# Mona Island Tramway
| von einem Esel gezogener Wagen, 1922 |                     |                            |                            |
| Streckenverlauf, 1904 |                     |                            |                            |
| Streckenlänge: | 1,8 km              |                            |                            |
| Spurweite: | 600 mm (Schmalspur) |                            |                            |
| Maximale Neigung: | 500 ‰               |                            |                            |
| |                     |                            |                            |
| \| \| 0 \| Playa La Escalera \| Playa La Escalera \| \| \| \| Standseilbahn \| \| \| \| 0,07 \| Cueva Escalera \| Cueva Escalera \| \| \| \| Treppe in der Höhle \| \| \| \| 0 \| Plateau oberhalb der Höhle \| Plateau oberhalb der Höhle \| \| \| \| Feldbahn \| \| \| \| 1,8 \| Leuchtturm \| Leuchtturm \| |                     |                            |                            |
| Kopfbahnhof Streckenanfang (Strecke außer Betrieb) | 0                   | Playa La Escalera          | Playa La Escalera          |
| Strecke (außer Betrieb) |                     | Standseilbahn              | Standseilbahn              |
| Haltepunkt / Haltestelle Streckenende (Strecke außer Betrieb) | 0,07                | Cueva Escalera             | Cueva Escalera             |
| |                     | Treppe in der Höhle        |                            |
| Haltepunkt / Haltestelle Streckenanfang (Strecke außer Betrieb) | 0                   | Plateau oberhalb der Höhle | Plateau oberhalb der Höhle |
| Strecke (außer Betrieb) |                     | Feldbahn                   | Feldbahn                   |
| Kopfbahnhof Streckenende (Strecke außer Betrieb) | 1,8                 | Leuchtturm                 | Leuchtturm                 |

Die Mona Island Tramway (spanisch: Tranvía de la Isla de Mona) war eine 2 Kilometer lange Schmalspurbahn mit einer Spurweite von 600 mm auf der Insel Mona im Karibischen Meer, die zu Puerto Rico gehört. Sie wurde in den 1890er Jahren verlegt, um Baumaterial vom Strand zur Baustelle des am 30. April 1900 in Betrieb genommenen 16 Meter (52 Fuß) hohen Leuchtturms zu transportieren.

## Streckenverlauf
Die Strecke bestand aus zwei nicht miteinander verbundenen Streckenabschnitten. Die am Hafen an der Playa La Escalera entladenen Güter wurden auf einer 70 Meter (231 Fuß) langen, mit einer Dampfseilwinde betriebenen Standseilbahn zu einer Cueva Escalera genannten Höhle gebracht. Durch diese Höhle führte eine Treppe zum 37 m (122 Fuß) über dem Meeresspiegel gelegenen Hochplateau der Insel, auf der ein 1,8 km langer Streckenabschnitt zum Leuchtturm führte. Ein Sturm zerstörte die Einrichtungen an der Playa Escalera, woraufhin stattdessen die 5 Kilometer (3 Meilen) entfernten Playa Pájaros für den Schiffsverkehr verwendet wurde.
Der Orkan vom September 1921 trug das Dach eines Leuchtturm-Lagerraumes ab und beschädigte die Küche und die Feldbahn. Der Inspektionsbericht vom US Department Commerce 1922 betont die Schwierigkeiten der Anreise zum Leuchtturm, vom Anlegen mit einem landwärts blasenden Wind, über Riffe, eine Meile über einen mit Kakteen bewachsenen Fußweg entlang des Strandes von der Playa de Pajaro zur Cueva de Escalera, mit der ersten Feldbahn mit einer 50 % Steigung zu der Höhle, über die durch die Höhle führende Treppe, und dann weiteren 1,8 km (6.000 Fuß) mit der zweiten Feldbahn, die häufig entgleiste, weil die 22 Jahre alten Schienen bereits zerfielen. Noch im Jahr 1925 wurde die mit einem Sonnenschutz-Baldachin von „Macario,“ einem störrischen Esel, gezogen. Der Bau eines mit Autos befahrbaren Weges wurde 1927 begonnen, woraufhin die Feldbahn an Bedeutung verlor.

## Spurweite
Da das Baumaterial für den Leuchtturm von dem französischen Konstruktionsbüro Stapfer de Duclos & Cie spezifiziert, vorgefertigt und geliefert wurde, ist anzunehmen, dass ein fliegendes Gleis mit konventionellen Schmalspurschienen der Firma Decauville mit einer Spurweite von 600 mm anstelle der sonst in Puerto Rico üblichen 610 mm (2 Fuß) eingesetzt wurde.

## Weitere Schmalspurbahnen
Auf der Insel gab es weitere Schmalspurbahnen, die dem bergmännischen Abbau von Guano in den an der Küste gelegenen Höhlen dienten. Die meisten Schienen wurden aus den Höhlen entfernt. Wenige jeweils 4 m lange Gleissegmente mit einer Spurweite von 500 mm befinden sich in der  Cueva del Diamante und mehreren anderen Höhlen. Der einzige längere Streckenabschnitt, der noch erhalten ist, ist in der Cueva del Lirio.